# Margarethe Jockusch
Margarethe Jockusch (auch: Margarete Jockusch, geborene Heinzelmann; * 8. Mai 1908 in Hannover; † 11. November 1994 ebenda) war eine deutsche Buchhändlerin.

## Leben

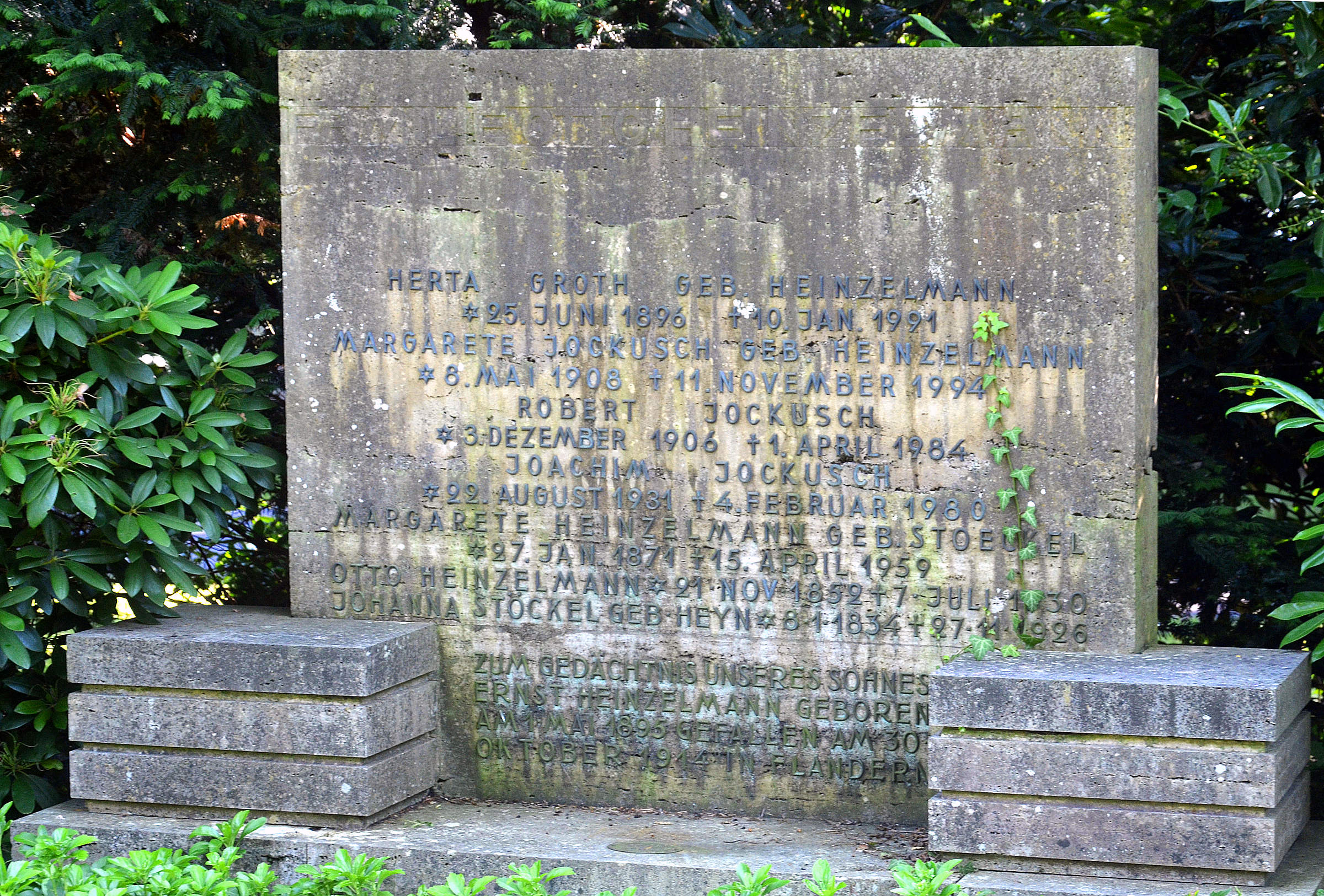
Grabmal der Familie, darunter auch von Otto Heinzelmann, auf dem Stadtfriedhof Engesohde

Margarethe Jockusch war eine Tochter von Otto Heinzelmann, der die Buchhandlung Sachse & Heinzelmann mitbegründete. Sie besuchte die Elisabeth-Granier-Schule und legte dort ihr Abitur ab. Anschließend ließ sie sich in Königsberg bei Gräfe & Unzer zur Buchhändlerin ausbilden.
Nach dem Tod ihres Vaters 1930 übernahm sie gemeinsam mit ihrer Schwester Herta die Leitung der Buchhandlung. Noch im selben Jahr heiratete sie  den bereits seit 1926 im Geschäft angestellten Gehilfen Robert Jockusch (* 3. Dezember 1906 in Wilhelmshaven; † 1. April 1984 in Hannover).
In der Zeit des Nationalsozialismus wurde Margarethe Jockusch 1937 Mitglied der Goethe-Gesellschaft Hannover. Nachdem durch die Luftangriffe auf Hannover im Zweiten Weltkrieg das Gebäude mit der Buchhandlung an der Georgstraße 22 1943 zerstört worden war, wagte Jockusch einen Neuanfang in ihrem Wohnhaus in Hannover-Kirchrode, führte das Geschäft dann in einem Behelfsladen in der Podbielskistraße fort und schließlich in einem durch den Architekten Adolf Falke errichteten Neubau an der Stelle des alten Stammhauses.
Kurze Zeit nach dem Krieg wurde die Buchhändlerin 1948, nach elf Jahren Mitgliedschaft, zugleich Geschäftsführerin und Vorstandsmitglied (bis 1989) der Goethe-Gesellschaft Hannover. Bis 1963 organisierte sie rund 400 Veranstaltungen, zumeist in den Räumen ihrer Buchhandlung, mit Vorträgen und Lesungen namhafter Schriftsteller, Verleger und Wissenschaftler.
Durch ein Augenleiden wurde Margarethe Jockusch frühzeitig zu einer Reduzierung ihrer Arbeit gezwungen.

## Ehrungen
- 1989 wurde Margarethe Jockusch zur Ehrenvorsitzenden der Goethe-Gesellschaft Hannover ernannt.[4]

## Schriften
- Johann Frerking: 75 Jahre Sachse & Heinzelmann. Ein kleiner Almanach zum 1. November 1955, hrsg. von Margarethe Jockusch, Hannover: Sachse & Heinzelmann, 1955
- Vierzig Jahre Goethe-Gesellschaft, Hannover: 1925 - 1965. Rückschau und Ausblick, zusammengestellt von Margarethe Jockusch, Hannover: Goethe-Gesellschaft, 1965